# Isabelle Vitari
Isabelle Vitari (Aubervilliers, 1º maggio 1978) è un'attrice, regista e sceneggiatrice francese.

## Filmografia

### Cinema
- Molière, regia di Laurent Tirard (2007)
- L'Ennemi public n° 1, regia di Jean-François Richet (2008)
- Special Forces - Liberate l'ostaggio, regia di Stéphane Rybojad (2011)
- Delitto in Provenza, regia di Claude-Michel Rome (2016)
- Plein la vue de Philippe Lyon
- L'Extraordinaire Voyage, regia di Marona de Anca Damian (2018)
- Couleurs de l'incendie, regia di Clovis Cornillac (2022)
- Saules aveugles, femme endormie, regia di Pierre Földes (2022) - voce

### Televisione
- Les Femmes d'abord, regia di Peter Kassovitz (2005)
- Julie Lescaut - serie TV, episodi 18x01 - 18x02 (2008)
- Seconde chance - serial TV, 180 puntate (2008-2009)
- Mes amis, mes amours, mes emmerdes - serie TV, episodi 1x04 - 1x05 - 2x05  (2009-2010)
- Notre Dame des barjots, regia di Arnaud Sélignac (2010)
- Camping paradis - serie TV, episodi 2x04 (2011)
- Victor Sauvage - serie TV, episodi 1x01 - 1x03 (2010-2011)
- Nos chers voisins - serie TV (2012-)
- Alice Nevers - Professione giudice - serie TV, episodi 13x01 (2015)
- Amore (e guai) a Parigi (L'amour (presque) parfait) – miniserie TV, 6 puntate (2022)
- Marianne,– miniserie TV, episodio 5 (2022)
- Demain nous appartient - serie TV (2022)
- Sulle tracce del crimine - serie TV (2023)

### Regia
- Foon, regia con Benoît Pétré, Deborah Saïag, Mika Tard (2005)

### Sceneggiatura
- Allô quiche!, regia di Alexandre Brik e Mika Tard (2005)
- Foon, regia di Benoît Pétré, Deborah Saïag, Mika Tard e Isabelle Vitari (2005)

## Programmi televisivi
- Tout le monde en parle, regia di Serge Khalfon (2005)